# Otto Ruge

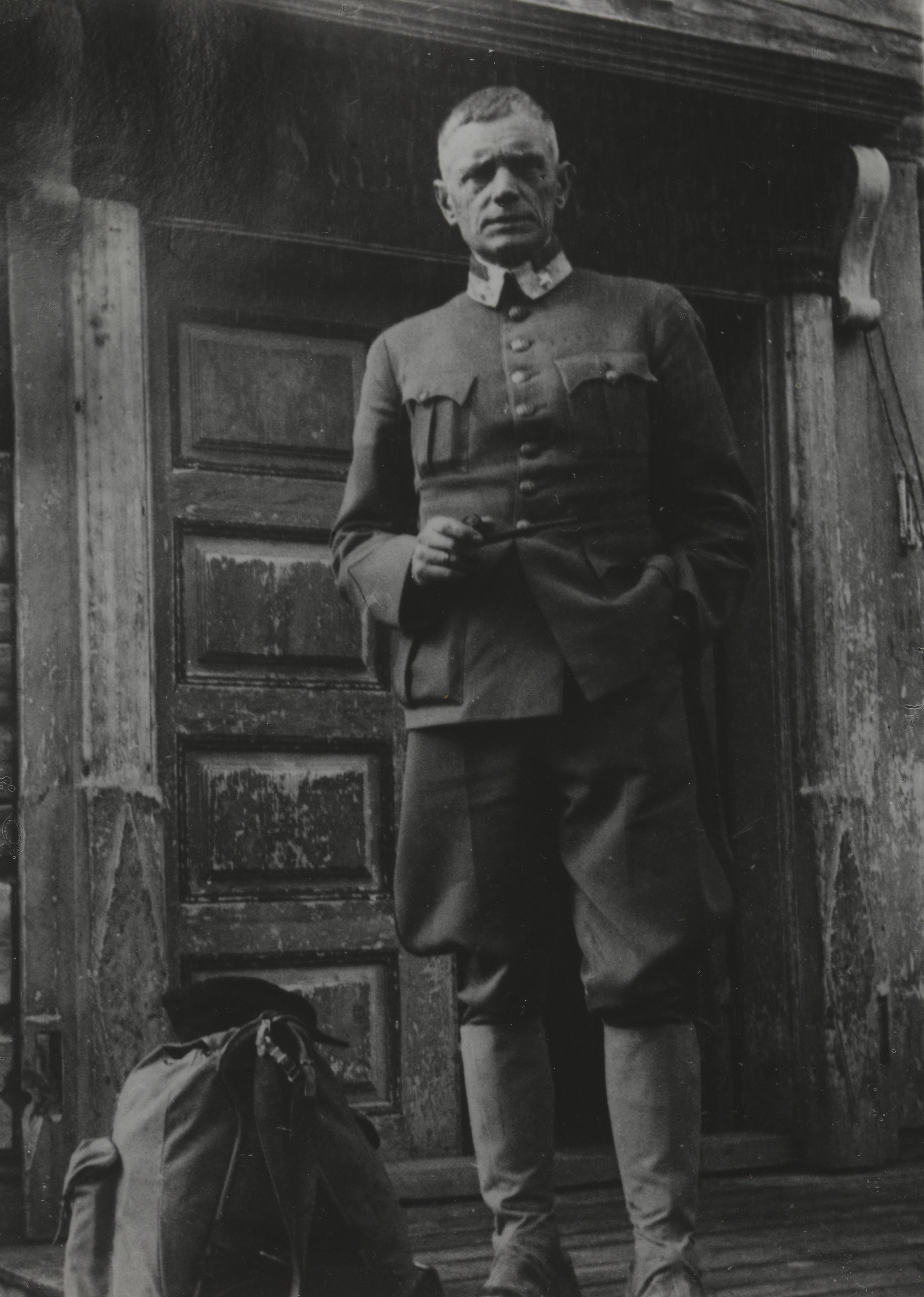
Ruge podczas kampanii norweskiej

Otto Ruge (ur. 9 stycznia 1882 w Oslo, zm. 15 sierpnia 1961 tamże) – norweski wojskowy, generał porucznik. Naczelny dowódca Norweskich Sił Zbrojnych podczas niemieckiej inwazji na Norwegię.

## Życiorys
W młodości uczęszczał do szkoły katedralnej w Oslo. W 1902 wstąpił na uczelnię wojskową. Później uczęszczał też do Wyższej Szkoły Wojskowej i na studia przygotowujące do służby w sztabie generalnym. Służył następnie w piechocie, gdzie pełnił m.in. funkcje dowódcy kompanii, dowódcy batalionu i szefa sztabu brygady.
Był uznanym pedagogiem, pracował jako instruktor i wykładowca w Wyższej Szkole Wojskowej. W 1933 został pułkownikiem i mianowano go szefem sztabu generalnego Norweskich Sił Zbrojnych, funkcję tę pełnił do 1938. W latach 1938−1940 był generalnym inspektorem piechoty. W 1940 awansowano go na stopień generała majora.
10 kwietnia 1940 został mianowany naczelnym dowódcą na miejsce defetystycznego generała Kristiana Laake. Ruge zaapelował do dowódców wszystkich rodzajów sił zbrojnych, aby odpierali niemiecki atak wszelkimi sposobami, zarządzał też formowaniem ruchu oporu w południowej Norwegii. Po przełamaniu norweskiej obrony na południu, wraz z królem i rządem ewakuował się do Troms, a 5 maja ustanowił naczelne dowództwo w Målselv, gdzie wraz z nim przenieśli się król i następca tronu. 
Po kapitulacji Norwegii Ruge postanowił pozostać w kraju i w Trondheim oddał się do niewoli niemieckiej. Początkowo więziony był w Grini pod Oslo. 9 października 1940 Adolf Hitler osobiście zadecydował o przeniesieniu go do Drezna, a następnie do Oflagu IV B Königstein w Twierdzy Königstein, gdzie przebywał wraz z francuskimi i polskimi oficerami. W grudniu 1943 trafił do Stalagu XX A, a w lipcu 1944 do Oflagu XXI C w Ostrzeszowie. Następnie wraz z innymi więźniami został ewakuowany do obozu w Luckenwalde, gdzie doczekał wyzwolenia przez Armię Czerwoną 22 kwietnia 1945. 
Po wyzwoleniu spotkał się z Iwanem Koniewem, a następnie trafił do Moskwy, gdzie brał udział w negocjacjach, których wynikiem było zezwolenie norweskim żołnierzom na powrót do kraju przez Danię, a nie przez Murmańsk, jak ustalono wcześniej. Ruge wrócił do Norwegii 3 czerwca i brał jeszcze udział w przygotowaniach do przyjęcia powracającego do kraju króla Haakona VII.
15 lipca 1945 został awansowany na generała porucznika i ponownie objął stanowisko naczelnego dowódcy, proszono go także o objęcie teki ministra obrony. Ruge zrezygnował z funkcji naczelnego dowódcy 1 stycznia 1946, z powodu konfliktu z nowym ministrem obrony Jensem Christianem Hauge. 
Po wojnie zaangażował się w działalność stowarzyszeń promujących przyjaźń norwesko-radziecką. Dołączył do Obrony Krajowej, gdzie służył w randze kaprala.
Po jego śmierci powstało wiele upamiętniających go pomników (najbardziej znany w Twierdzy Akershus) oraz wiele ulic jego imienia.

## Odznaczenia
- Łańcuch Orderu Świętego Olafa[2]
- Krzyż Wielki Orderu Świętego Olafa[2]
- Komandoria Orderu Danebroga[2]
- Komandoria Orderu Miecza[2]
- Wielki Oficer Legii Honorowej[2]
- Krzyż Kawalerski Orderu Virtuti Militari (1947)[3]
- Brązowa Gwiazda[2]

## Publikacje
- Noen betraktninger omkring vår nye hærordning (1933)
- Forsvarsberedskap (1935)
- Norges stilling under europeisk krig. Et foredrag av generalstabschefen, oberst Ruge (1936)
- Flyvning og stormaktspolitikk (1938)
- Krigens dagbok; annen verdenskrig i tekst og billeder (3 tomy, publikowane w latach 1946−1948)
- Felttoget. General Otto Ruges erindringer fra kampene april–juni 1940 (wydane pośmiertnie w 1989)